# Scopus umbretta
El avemartillo (Scopus umbretta) es una especie de ave pelecaniforme de la familia Scopidae. Habita los ríos y humedales del África subsahariana y Yemen. Mide hasta 55 cm de largo y pesa hasta 470 gramos. Se caracteriza por hacer el nido más grande de todas las aves. Lo construye con una cavidad interior haciendo una gran masa de ramas, a la que va añadiendo material durante todo el año.

## Descripción
Debe su nombre a la forma de su cabeza, con un pico relativamente largo y una prominente cresta detrás de la cabeza. Esta ave posee una serie de características que la hacen difícil de clasificar. Su pico acaba en un gancho, propio de Pelecaniformes, pero es largo, como el de Ciconiiformes. Sin embargo, el cuello y las patas son cortos para lo normal en este orden, y tiene los dedos palmeados.
El plumaje es de color marrón. Tiene una cola corta y unas alas redondeadas y grandes en relación con su cuerpo.

## Hábitos y comportamiento

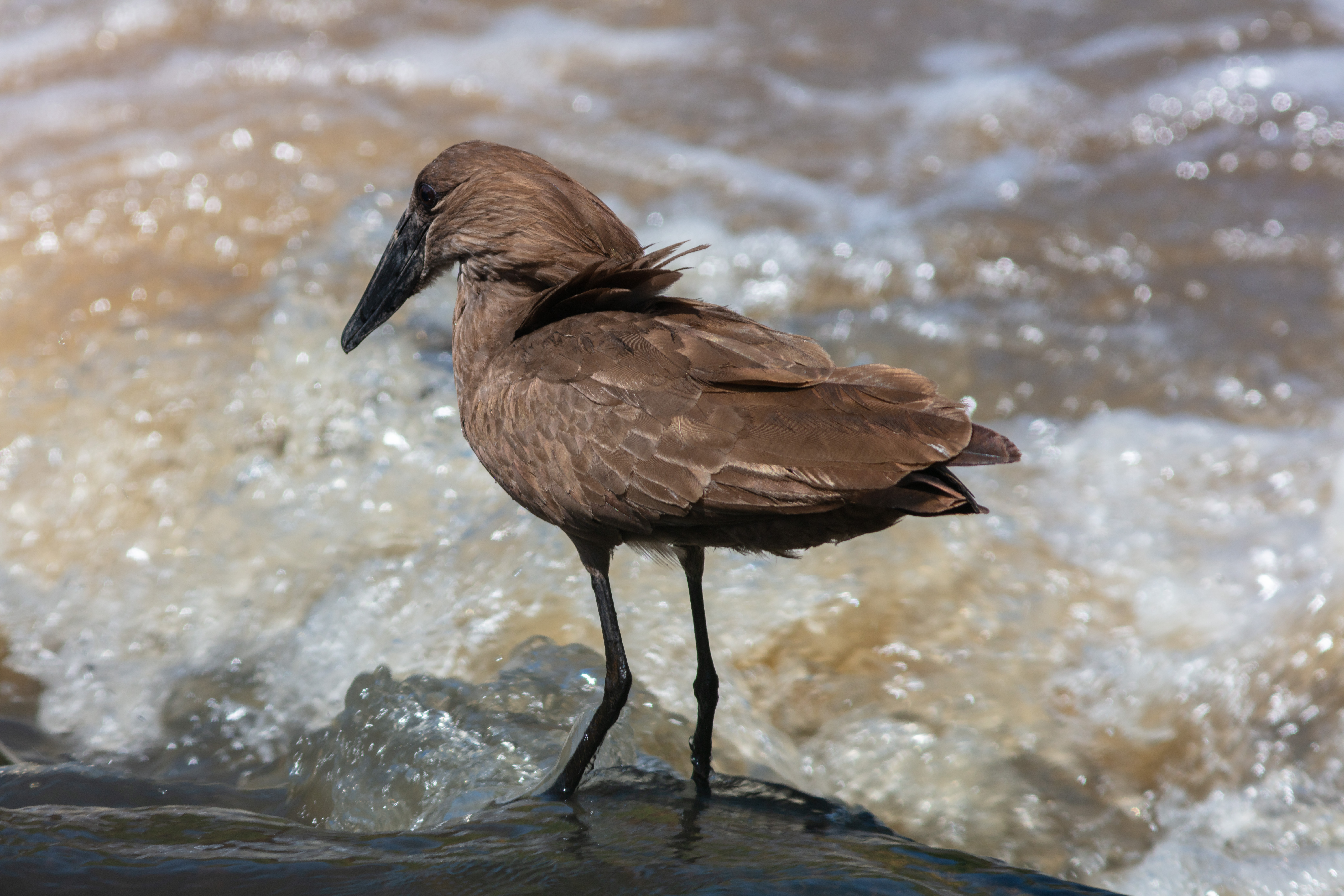
Avemartillo buscando comida.

Esta ave es sedentaria y ocupa un territorio definido, aunque algunas parejas pueden desplazarse si se ha sufrido una alteración en su hábitat. Ocupa muchos hábitats, como la sabana, bosques, selvas, charcas, estuarios y riberas. Normalmente viven cerca  del agua.
En cuanto a alimentación se alimenta principalmente de ranas, sobre todo de las del género Xenopus, pero también de salamandras, renacuajos, peces e invertebrados. Cazan en solitario o en pareja, merodeando por aguas someras. Cuando caza, puede hacerlo quieta o desplazándose lentamente. Utiliza sus patas a modo de rastrillo y nivelan las alas para sorprender a sus presas.
Suele realizar actividades en grupo. Cuando está sola es silenciosa, pero si se encuentra con otros de su especie emite una gran variedad de graznidos y gritos.

## Reproducción

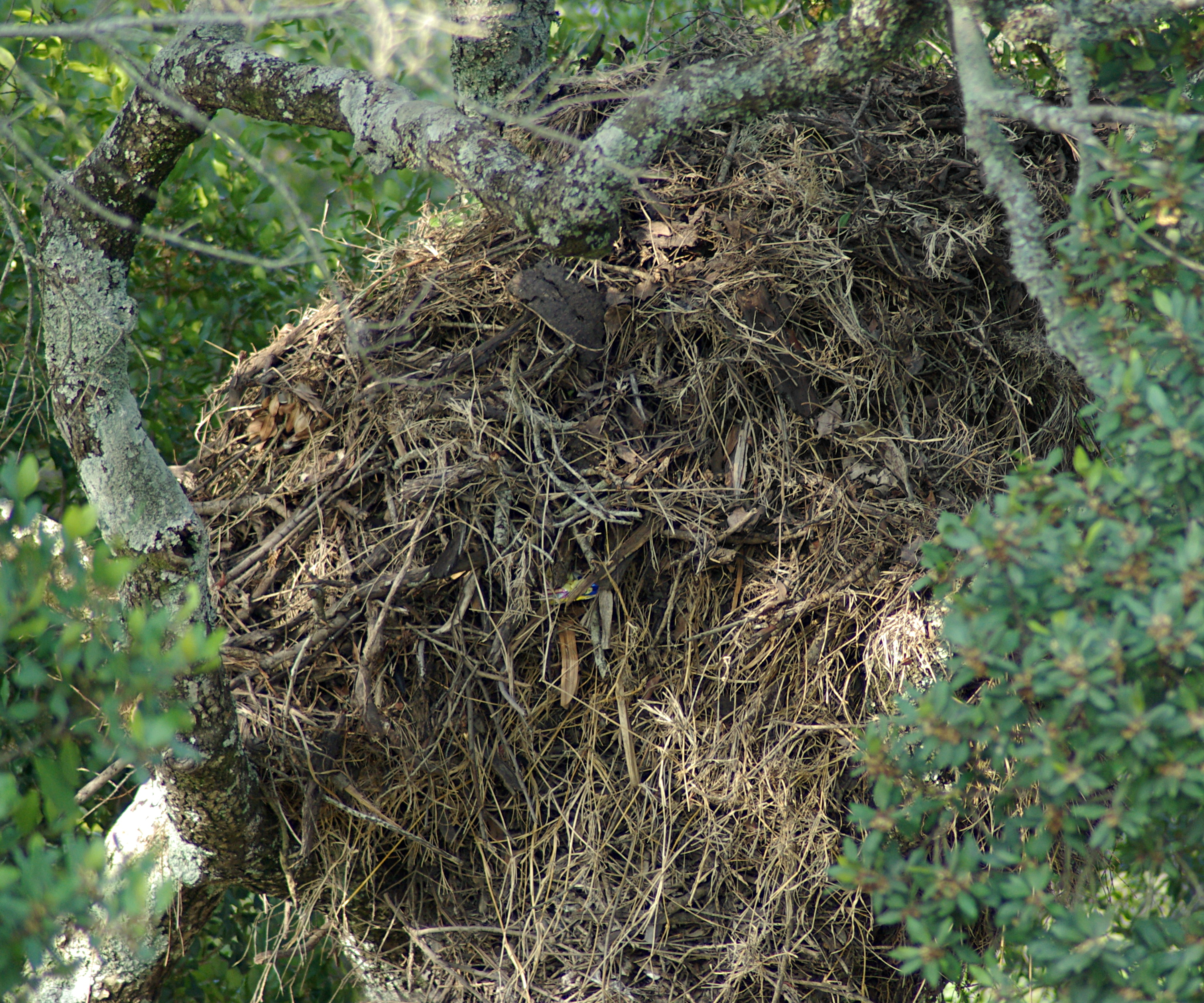
Nido de avemartillo, el nido más grande de todas las aves

El avemartillo cría durante todo el año. Construye su nido normalmente entre ramas de árbol junto a un río, pero también en riscos, muros o una repisa. Normalmente anida en solitario, aunque puede haber varios nidos en una zona. La pareja puede tardar hasta 6 semanas en construir el nido. Se caracteriza por construir los nidos de mayor tamaño entre las especies de aves conocidas, a veces con 2 metros de diámetro y 50 kilogramos de peso. Consiste en una estructura abovedada con una cámara hueca que comunica al exterior a través de un túnel de hasta 60 centímetros de longitud.
Normalmente, cerca del nido, se efectúan ceremonias en las que varios ejemplares emiten fuertes sonidos, describen círculos, alzan las crestas y aletean. Otra ceremonia es la de la falsa cópula, en la que un miembro de la pareja se sube al dorso de su pareja sin copular.
La verdadera cópula se efectúa una vez completado el nido, muchas veces sobre él. Una vez puestos los huevos (que suelen ser de 3 a 7 y blancos), los dos padres los incuban durante un mes. Las crías, al nacer, están cubiertas de un plumón gris, pero pronto les crecen las plumas. Las plumas de la cabeza y la cresta se desarrollan a los 17 días, y las del cuerpo al mes de edad. Los dos progenitores dan de comer a las crías, pero pueden dejarlas desatendidas largos períodos, dada la seguridad del nido. Las crías permanecen con sus padres durante 50 días.

## Subespecies
Se reconocen dos subespecies de avemartillo:
- Scopus umbretta minor - costas de África Occidental (Sierra Leona al oeste de Camerún)
- Scopus umbretta umbretta - África tropical, Madagascar y sudoeste de Arabia.

## Mitos y leyendas

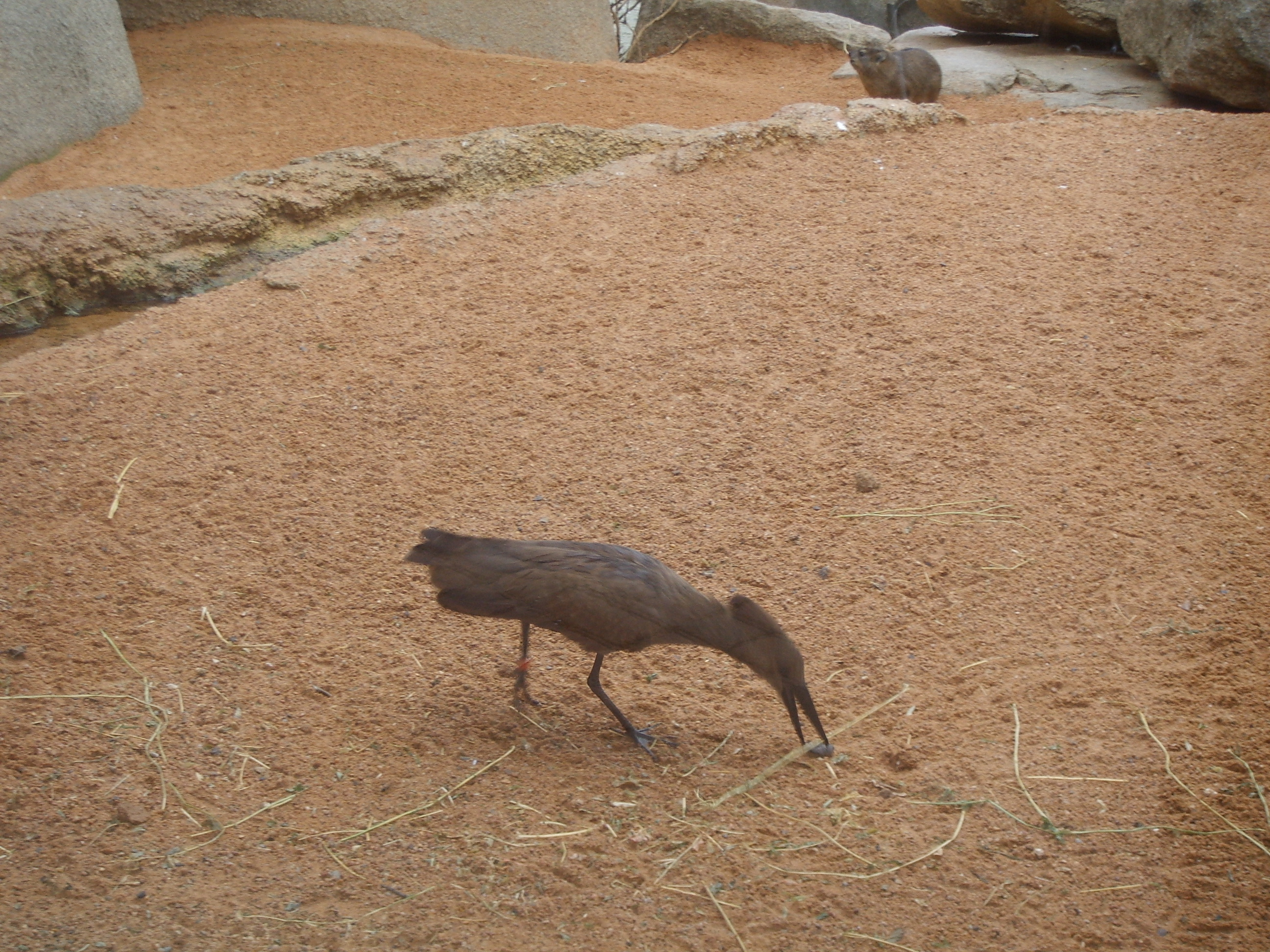
Avemartillo recogiendo una rama en solitario, desmintiendo la leyenda acerca de ella

En África se considera a estos seres aves de mal agüero. Otros mitos que han surgido en relación con estas aves argumentan que las aves martillo reciben ayuda en la construcción de sus nidos. Esto no es verdad, pero cuando las aves abandonan el nido este lo ocupan ginetas, palomas y reptiles.